# صادق هاتفی
سیدصادق هاتفی مفرد بازیگر سینما و تئاتر اهل ایران است.

## زندگی
صادق هاتفی در سال ۱۳۲۳ در تهران زاده شد. وی کارشناسی تئاتر از دانشکدهٔ هنرهای زیبای دانشگاه تهران است. او بازی در تئاتر را از سال ۱۳۴۰ و بازی در سینما را از سال ۱۳۵۹ با «گفت هر سه نفرشان» به کارگردانی «غلام علی عرفان» و فعالیت در تلویزیون را از ۱۳۴۵، با نمایش «فیل در پرونده» آغاز کرد. او از معدود نویسندگانی است که متون و داستان‌های کهن ایرانی را به نمایش درآورده است و از جملهٔ این آثار می‌توان به اجرای نمایش‌های «سوگ سیاوش» و «آخرین اسفندیار» اشاره کرد که در ایران و اروپا (پاریس، کلن، هامبورگ، برلین، فرانکفورت، لندن ) با استقبال تماشاگران رو به رو گردید وی همچنین نمایش‌های «شیدای راه»، «کف رود، آید، ولی دریا بجاست» و «عاشقانه با پای برهنه» را در تهران و پاریس در دههٔ ۱۹۹۰ به اجرا درآورد. در زمینهٔ سینما و تلویزیون نیز فیلم سینمایی «سیمرغ» و مجموعهٔ تلویزیونی «صید در پی صیاد» از جمله آثاری هستند که با بهره‌گیری از متون کهن فارسی نوشته شده‌اند و نیز «حدیث قند پارسی» عنوان مجموعه‌ای تلویزیونی است که وی بارها و بارها در مصاحبه‌هایش به آن اشاره می‌کند. در این مجموعه او کوشیده‌است آن دسته از متون کهن ایرانی را که وجوهی مشترک با آثار دراماتیک مغرب زمین دارند در شکلی تازه از نمایش ایرانی بازآفرینی کند که هرچند این مجموعه در سیزده قسمت ۶۰ دقیقه‌ای نوشته شد اما هرگز به تصویر در نیامد.

## فیلم‌شناسی

### نویسندگی سینما
۱. سیمرغ (۱۳۶۶)
۲. آوار (۱۳۶۴)
۳. قصهٔ شب یلدا (با نام مستعار «محمدرضا صادقی»)

### نویسندگی و کارگردانی تلویزیون
۱. مجموعهٔ تلویزیونی «قدرت»، شبکهٔ دو، ۱۳۸۶–۱۳۸۴
۲. فیلم تلویزیونی «یلدا»، شبکهٔ دو، ۱۳۸۲
۳. مجموعهٔ تلویزیونی «نمایش روز»، شبکهٔ دو، ۱۳۷۸
۴. مجموعهٔ تلویزیونی «صید در پی صیاد»، شبکهٔ دو، ۱۳۷۵–۱۳۷۴
۵. تله‌تئاتر دست‌های آلوده، ۱۳۶۳
۶. گزارش محرمانه اکتاویو والدز
۷. فیل در پرونده، ۱۳۴۵
۸. به سوی اسفل‌السافلین
۹. هشت سال بعد

### بازیگری سینما و تلویزیون
۱. مجموعهٔ تلویزیونی «جادهٔ قدیم»
۲. فیلم سینمایی محمد
۳. راه طولانی
۴. فرمول مرگ
۵. برندگان
۶. همچون سرو
۷. قدرت
۸. یلدا
۹. نمایش روز
۱۰. مجموعهٔ طنز
۱۱. صید در پی صیاد
۱۲. معمای یک قتل (شاهدی برای بازپرسی)
۱۳. دست‌های آلوده
۱۴. گزارش محرمانهٔ اکتاویو والدز
۱۵. سلطان و شبان
۱۶. مجموعهٔ تلویزیونی «سرزمین من و نقابداران»، ۱۳۷۴
۱۷. پنالتی
۱۸. دلار
۱۹. صعود
۲۰. سیمرغ
۲۱. مار
۲۲. آخرین لحظه
۲۳. دبیرستان
۲۴. گفت هر سه نفرشان
۲۵. فیل در پرونده
۲۶. مرگ در برابر
۲۷. کوچک جنگلی

## نویسندگی، کارگردانی و بازیگری در تئاتر
۱. نمایش «دندان گراز» سنگلج
۲. نمایش «اسفندیار»، تئاتر شهر، ۱۳۷۱
۳. نمایش «شیدای راه»، پاریس، فرانکفورت، هامبورگ
۴. نمایش «سوگ سیاوش»، در فرانسه، آلمان، لندن، یونسکو پاریس، ۱۳۶۸
۵. نمایش «عاشقانه با پای برهنه»، تهران (تالار هنر)، پاریس
۶. نمایش «کف رود، آید، ولی دریا بجاست»، سالن یونسکو پاریس
۷. نمایش «استقبال»، موزهٔ آزادی، ۱۳۶۱
۸. نمایش «نطق با شکوه آقای اسکندری»، خانهٔ نمایش
۹. نمایش «خیمه شب بازی»، تئاتر شهر، ۱۳۵۹
۱۰. نمایش «سیرک با شکوه جهانی»، تئاتر شهر
۱۱. تعداد ۶۳ تئاتر خیابانی (خیابان‌ها، پارک‌ها، روستاها)
۱۲. نمایش «ولد کشته»، تالار سنگلج، ۱۳۵۸
۱۳. نمایش «قضیهٔ زیر بته»، دانشگاه تهران
۱۴. نمایش «تاریک خانه»، دانشگاه تهران
۱۵. نمایش «پاندورا»، دانشگاه تهران
۱۶. نمایش «رخش»، تئاتر شهر (بازیگر)
۱۷. نمایش «حادثه در ویشی» آمفی تئاتر انجمن ایران و آمریکا (بازیگر)
۱۸. نمایش «دکتر استوکمان (دشمن مردم)»، دانشگاه تهران (بازیگر)
۱۹. نمایش «آخرین رمان»، تالار فرهنگ (بازیگر و کارگردان)
۲۰. نمایش «مهمان کش»، دانشگاه آزاد (نویسنده)
۲۱. نمایش «آرش کمانگیر» (بازیگر و کارگردان)
۲۲. نمایش «گزارش ارداویراف» (نسخهٔ خوان)